# 玛尔果茶卡
玛尔果茶卡（藏語：དམར་གོག་ཚྭ་ཁ，威利转写：dmar gog tshwa kha，THL：Margok Tsakha）位于中国西藏自治区那曲市尼玛县境内，地处尼玛县中部。湖面海拔4830米，面积80.2平方公里。湖区气候寒冷干燥，年均气温-6℃，年均降水量150～200毫米。湖水主要靠冰雪融水径流补给。湖区有石盐、芒硝和少量的石膏沉积。